# Kekoskee

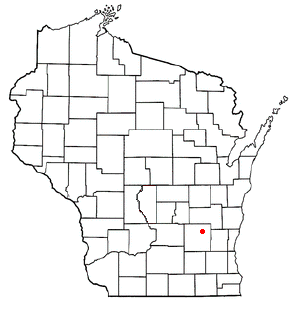
Wieś Kekoskee w stanie Wisconsin

Kekoskee to wieś w stanie Wisconsin w hrabstwie Dodge w Stanach Zjednoczonych.
- Powierzchnia: 0,6 km²
- Ludność: 169 (2000)